# Coccophagus signatus
Coccophagus signatus är en stekelart som beskrevs av Yasnosh 1966. Coccophagus signatus ingår i släktet Coccophagus och familjen växtlussteklar. Inga underarter finns listade i Catalogue of Life.